# 1391年大屠殺
1391年大屠殺是卡斯蒂利亚和阿拉贡境內出現的反犹太主义暴動。这是中世纪最严重的反犹太主义暴動之一。此时的伊比利亚半岛犹太人受到當地人排擠。 许多犹太人从1391年开始集体皈依基督教。 